# Pittsburgh Phantoms (Inlinehockey)
Die Pittsburgh Phantoms waren ein US-amerikanisches Inlinehockeyfranchise aus Pittsburgh im Bundesstaat Pennsylvania. Es existierte im Jahr 1994 und nahm an einer Spielzeit der professionellen Inlinehockeyliga Roller Hockey International teil. Die Heimspiele des Teams wurden in der Civic Arena ausgetragen.

## Geschichte
In seiner einzigen Saison gelangte das Team in den Playoffs um den Murphy Cup bis in das Conference-Halbfinale, nachdem es zunächst die Chicago Cheetahs besiegte; aber anschließend den Minnesota Arctic Blast unterlag. Starspieler des Teams war Bryan Trottier, seit 1997 Mitglied der Hockey Hall of Fame. Cheftrainer des Teams war Rick Kehoe.
Nach der Saison 1994 wurde das Team aufgelöst.
1994 hatte das Team einen Zuschauerschnitt von 3587 und fand sich im Vergleich der anderen Teams im unteren Mittelfeld wieder. Der Zuschauerkrösus Anaheim Bullfrogs hatte einen Schnitt von 10155, während lediglich 1505 Zuschauer die Spiele der Calgary Rad’z besuchen wollten.
Die Teamfarben waren Schwarz, Lila und Orange.

## Saisonstatistik
Abkürzungen: Sp = Spiele, S = Siege, N = Niederlagen, U = Unentschieden, Pkt = Punkte, T = Erzielte Tore, GT = Gegentore
| Saison | Sp | S  | N | U | Pkt | T   | GT  | Platz       | Playoffs                                                                                             |
| 1994   | 22 | 13 | 9 | 0 | 26  | 207 | 193 | 2., Central | Sieg im Conference-Viertelfinale, 2:1 (Chicago) Niederlage im Conference-Halbfinale, 1:2 (Minnesota) |

## Bekannte Spieler
- Alain Lemieux
- Bryan Trottier
- Warren Young